# 納屋町 (名古屋市)
納屋町（なやまち）は、愛知県名古屋市中村区の地名。

## 歴史

### 町名の由来
当地には魚問屋4人が営んでおり、魚を入れておく小屋を指す「納屋掛」の名前に由来する。

### 沿革
- 1871年（明治4年） - 日置村の川西を編入する[2]。
- 1878年（明治11年）
  - 12月20日 - 名古屋区納屋町となる[3]。
  - 12月28日 - 広井村（下広井町）の一部を編入する[3]。
- 1889年（明治22年）10月1日 - 名古屋市成立により、同市納屋町となる[3]。
- 1908年（明治41年）4月1日 - 中区編入に伴い、同区納屋町となる[3]。
- 1944年（昭和19年）2月11日 - 中村区編入に伴い、同区納屋町となる[3]。
- 1981年（昭和56年）6月7日 - 中村区名駅南一丁目・名駅南二丁目にそれぞれ編入され、以降は堀川部分を残すのみとなっている[3]。